# 1887

## Събития
- 10 юли (28 юни стар стил) – Съставено е четиринадесетото правителство на България, начело с Константин Стоилов.
- 1 септември (20 август стар стил) – Съставено е петнадесетото правителство на България, начело със Стефан Стамболов.
- Създадена е първата грамофонна плоча.

## Родени
- Петър Младенов, български художник
- Тинко Симов, български анархист
- 17 януари – Никола Андонов, български художник
- 27 януари – Евгений Ващенко, руски художник
- 28 януари – Артур Рубинщайн, полско-американски пианист
- 3 февруари – Георг Тракл, австрийски поет и драматург
- 7 февруари – Андрей Шкуро, руски военен деец
- 9 февруари – Василий Чапаев, руски офицер
- 9 февруари – Николай Николаев, български политик
- 14 февруари – Александър Оббов, български политик
- 27 февруари – Методи Алексиев, български революционер
- 27 февруари – Тодор Радев, български военен деец и политик
- 28 март – Димчо Дебелянов, български поет
- 1 април – Леонард Блумфийлд, американски лингвист
- 23 април – Андре Мот, белгийски дипломат
- 1 май – Темелко Ненков, деец на БКП
- 10 май – Борис Бръняков, български военен деец
- 31 май – Сен-Джон Перс, френски поет
- 20 юни – Курт Швитерс, немски поет и художник
- 7 юли – Марк Шагал, беларуски художник
- 15 юли – Кирил Шиваров, български скулптор и архитект
- 28 юли – Тецу Катаяма, японски политик
- 12 август – Ервин Шрьодингер, австрийски физик
- 17 август – Маркъс Гарви, общественик и интелектуалец
- 1 септември – Блез Сандрар, швейцарски писател и поет
- 8 септември – Свами Шивананда, индийски гуру
- 8 септември – Джейкъб Дивърс, американски генерал
- 28 септември – Ейвъри Бръндидж, амаерикански спортен функционер
- 29 септември – Тачо Хаджистоенчев, български революционер
- 5 октомври – Рене Касен, френски дипломат
- 6 октомври – Льо Корбюзие, швейцарски архитект
- 13 октомври – Йозеф Тисо, словашки политик
- 25 октомври – Владимир Мусаков, български писател
- 30 октомври – Георг Хайм, немски поет
- 31 октомври – Чан Кайшъ, китайски политик
- 1 ноември – Лорънс Стивън Лоури, британски художник
- 7 ноември – Иван Манев, деец на БКП
- 10 ноември – Арнолд Цвайг, немски писател († 1968 г.)
- 15 ноември – Хитоши Ашида, японски политик
- 17 ноември – Георги Попов, български военен деец
- 27 ноември – Руси Русев, български военен деец
- 28 ноември – Ернст Рьом, лидер на СА (щурмоваци)
- 13 декември – Дьорд Пойа, унгарски математик
- 16 декември – Христо Топракчиев, български авиатор

## Починали
- 13 февруари – Леандър Леге, френски дипломат
- 22 февруари – Атанас Узунов, български военен деец
- 22 февруари – Димитър Филов, български офицер
- 27 февруари – Александър Бородин, руски композитор
- 24 март – Иван Крамской, руски художник и критик
- 4 юни – Уилям Уилър,
- 1 август – Михаил Катков, руски публицист